# 왓카나이 등대

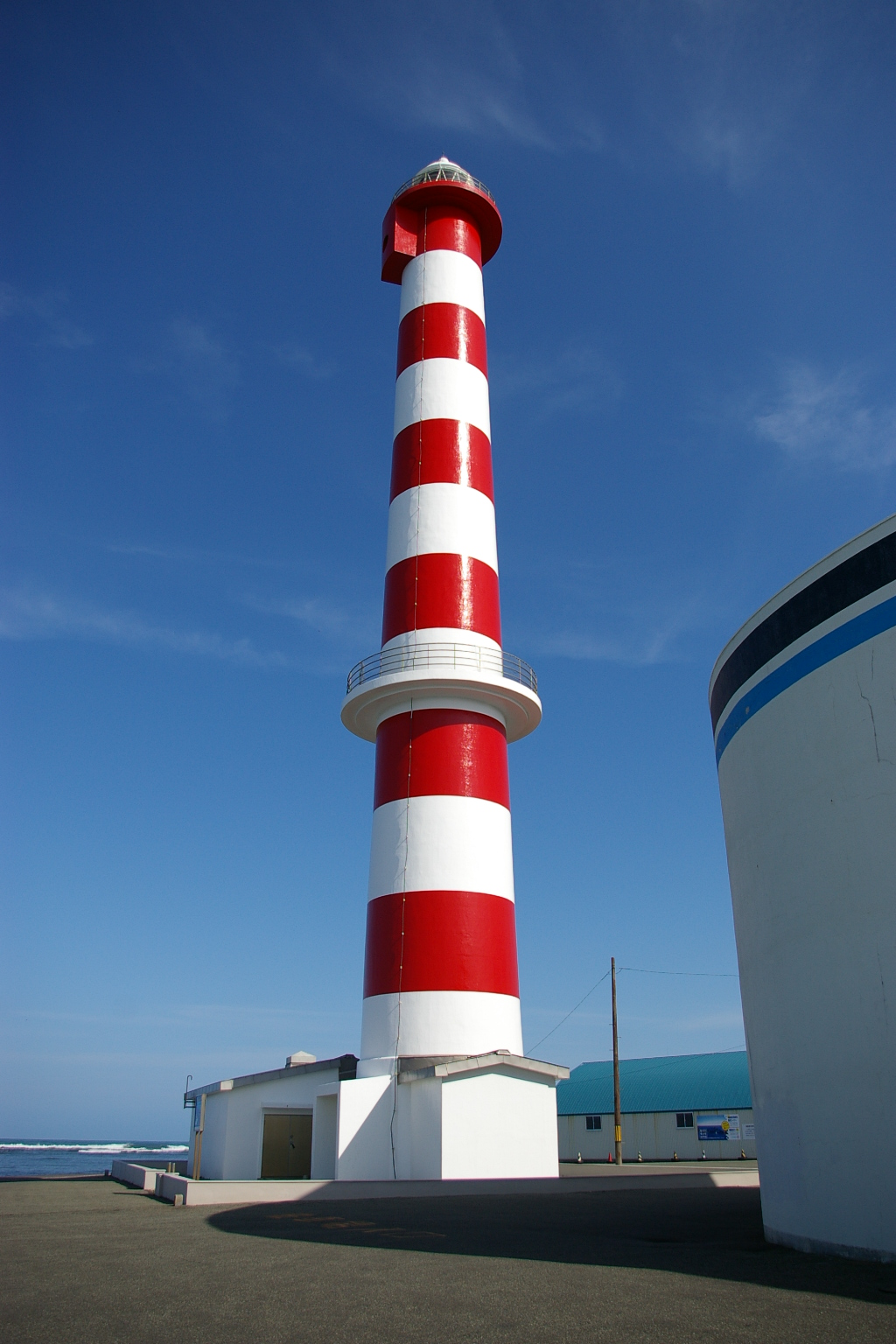
왓카나이 등대

왓카나이 등대(일본어: 稚内灯台)는 일본 홋카이도 왓카나이시 노샷푸곶에 있는 등대이다. 일본 등대 50선에 등재되어 있으며 소야 해협의 항로를 지키는 중요한 역할을 하고 있다.